# Andreas Geiger (Kupferstecher, 1773)
Andreas (Andreas Josef) Geiger (* 29. Juli 1773 in Neubau (Wien); † 31. Oktober 1856 in Josefstadt (Wien)) war ein österreichischer Schabkünstler und Kupferstecher.

## Irrtümer bei den Lebensdaten
In älteren Quellen wurden mehrfach falsche Daten angegeben, so die Geburtstage 27. Juli 1765 oder 29. Juli 1765 und das Sterbedatum 29. Oktober 1856. Diese Fehler hielten sich noch 2022 in Katalogen oder in Normdaten wie der GND. Erste Korrekturversuche gab es bereits Mitte des 19. Jahrhunderts. Die richtigen Daten etablieren sich allmählich dank der Arbeit von Heinz Schöny.

## Leben
Andreas Geiger der Ältere war der Sohn des Malers und Vergolders Andreas Johann Geiger (1739–1801) und der Theresia Sedlmayer. Er lernte sein Handwerk an der Akademie der bildenden Künste Wien bei Heinrich Friedrich Füger.
1801 heiratete er Maria Anna Birdfellner, mit der er bereits uneheliche Kinder hatte. Zu ihren Kindern zählen die Söhne Andreas Geiger „der Jüngere“ (1798–um 1873) und Johann Geiger (1801–1870), beide ebenfalls Kupferstecher, sowie die Tochter Theresia Geiger (1797–1870), die die Mutter des Malers Carl Joseph Geiger (1822–1905) wurde. Zu weiteren Kindern ist bisher nichts bekannt.

## Schaffen
Zu Geigers Arbeiten zählen Reproduktionen in Schabkunst/Mezzotinto von Bildern seines Lehrers Füger sowie von italienischen Meistern, beispielsweise des Narziss von Marcantonio Franceschini (1795), Antiochus und sein Arzt Erasistratos von Füger (1798), Tod des Cato von Caravaggio, Helena und Paris nach David, Grablegung Christi nach v. d. Werff, Dido auf dem Scheiterhaufen von Füger, außerdem Pandora nach Schidone und Satyrfamilie nach Poussin. Er zeigte eine Präferenz für die damals modischen Riesenformate.
Mit den „humoristischen Theaterbildern“, die Andreas Geiger dem Älteren zugeschrieben wurden, sind wahrscheinlich die Kupferstiche gemeint, die sein Sohn Andreas Geiger der Jüngere für Bäuerles Wiener Theaterzeitung anfertigte.